# Tourisme au Burundi

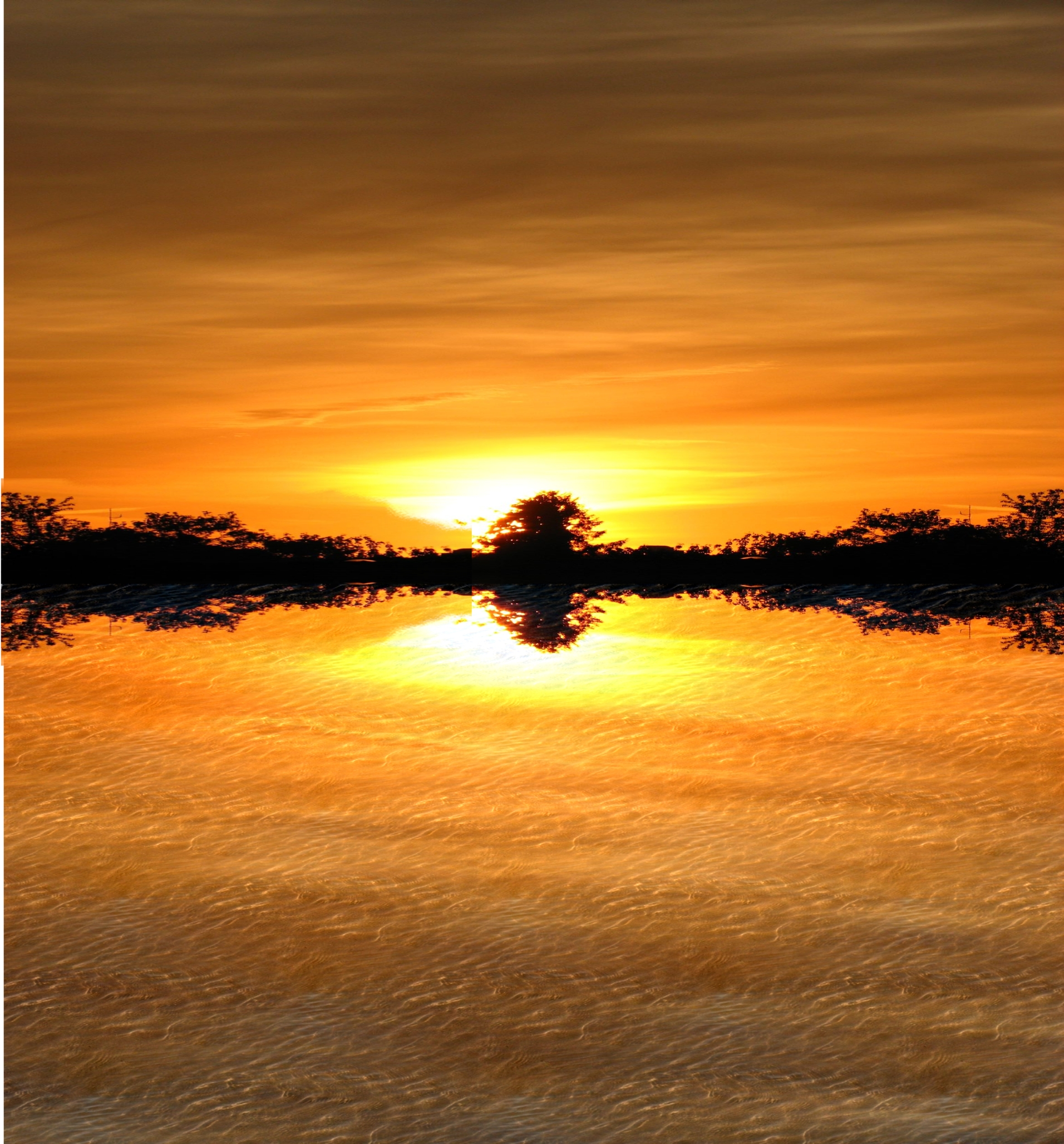
Le lac Tanganyika, l'une des attractions touristiques les plus populaires du Burundi

Le tourisme au Burundi est un secteur d'activité de l'économie du pays.
Bujumbura, la plus grande ville et ancienne capitale du Burundi, est une attraction touristique majeure du pays. Le lac Tanganyika est aussi une attraction touristique populaire.

## Histoire et statistiques
Le Burundi possède de vastes ressources naturelles et fauniques, mais son industrie touristique est sous-développée. Le tourisme correspond à une part marginale du produit intérieur brut de la nation. Les contributions directes de l'industrie du voyage et du tourisme au PIB du pays sont de 2,1 % en 2013 et de 2 % seulement en 2014. Selon les données de la Banque mondiale, le nombre de touristes internationaux a augmenté dans les années 2000. En 2000, près de 29 000 touristes internationaux ont visité le Burundi, ce nombre passe à 148 000 en 2005. Le nombre de touristes culmine à 214 000 en 2006 ; en 2010, seulement 142 000 touristes visitent le pays,. Alors que le secteur du tourisme est en croissance, les troubles de 2015 déciment le tourisme dans le pays,. Des records sont à nouveau battus en 2017, avec près de 300 000 visiteurs.
Les infrastructures touristiques sont très limitées au Burundi. Plus généralement, les infrastructures de transport et d'hébergement sont elles aussi très faibles. En 2010, le gouvernement burundais prévoit un plan de développement des infrastructures sur 20 ans en partenariat avec la Banque africaine de développement pour améliorer les infrastructures touristiques du pays. Le financement provient d'autres nations et organisations donatrices.

## Restrictions d'entrée
La vaccination contre la fièvre jaune est obligatoire pour entrer au Burundi. Le paludisme est très présent dans la région, et représente donc un danger à prendre en compte, tandis que la vaccination contre choléra peut également être requise lors d'une visite au Burundi,,.

## Attractions
L'écotourisme est l'un des principaux atouts touristiques au Burundi. Le parc national de la Kibira, la rivière Rurubu et le lac Tanganyika sont considérés comme des habitats naturels majeurs pour la faune. Il existe également de nombreux lacs abritant des oiseaux sauvages, comme la réserve naturelle du lac Rwihinda,.
Les percussionnistes burundais, connus localement sous le nom d'Abatimbo, sont une attraction culturelle majeure du pays. Les tambours en bois font partie de la culture traditionnelle burundaise. Leur son est reconnu comme un son « ancien » et « sacré » au Burundi, mais symbolise aussi l'unité. En 2014, la danse rituelle du tambour burundais est inscrite sur la liste du patrimoine culturel immatériel de l'UNESCO. En 2017, le président Pierre Nkurunziza limite les rituels du tambour aux événements officiels et interdit aux femmes de jouer du tambour.
Aucun site touristique n'est reconnu comme  patrimoine mondial par l'UNESCO au Burundi, mais 10 sites tentent d'en faire partie. Ces 10 sites comprennent Gishora, la région naturelle de Mugamba, la province de Muramvya, Gasumo (la source la plus méridionale du Nil), la réserve naturelle du lac Rwihinda, le lac Tanganyika, le parc national de Rusizi, le parc national de Kibira, le parc national de Ruvubu et les cascades de Karera.